# Micropterix monticolella
Micropterix monticolella là một loài bướm đêm thuộc họ Micropterigidae. Nó được Kozlov miêu tả năm 1982. Nó được tìm thấy ở Kavkaz.
Sải cánh dài khoảng 8.8 mm.